# Воейковский дворец
Воейковский дворец  (также Усадьба В. Н. Воейкова, Алексеевский дворец) — дворец, задумывавшийся как летняя резиденция Царевича Алексея, построенный В. Н. Воейковым в 1917 году; расположен в 4 км на север от железнодорожной станции Белинская. В настоящее время дворец не эксплуатируется и находится на балансе администрации г. Каменки.

## История
Владимир Николаевич Воейков был крупным землевладельцем, в чьей собственности находилось почти 14000 десятин земли в Пензенской губернии. Как крупный землевладелец, Владимир Николаевич был заинтересован в развитии собственных земель и повышении их экономической привлекательности, поэтому уже в 1869 году его отец Николай Васильевич Воейков пролоббировал изменение траектории пути Сызрано-Вяземской железной дороги в пользу строительства станции Воейковская. В 1874 году через станцию прошел первый поезд, вслед за чем последовал значительный промышленный рост. Также на территории имения находится источник минеральной воды, который в 1913 году был преобразован в завод минеральных вод «Кувака». Именно благодаря наличию воды с целебными свойствами было принято решение о строительстве летней усадьбы для царевича Алексея, где юный наследник мог поправить здоровье. Однако этот план не удалось осуществить.
В 1917 году еще не законченная усадьба была национализирована и отдана в распоряжение сельскохозяйственной коммуне «Маяк»; в период Гражданской войны здесь был расположен госпиталь, который просуществовал вплоть до окончания Второй мировой войны. В послевоенное время дворец и прилегающий к нему парк были переданы в руки железнодорожников, которые преобразовали его в Дом отдыха. Именно в это время усадьба достигает своего расцвета.
В пятидесятые годы прошлого столетия Дом отдыха железнодорожников был реорганизован и на его месте открыли ГПТУ № 13, которое однако тоже не смогло удержать за собой здание и в 1975 году училище сменил лечебно-трудовой профилакторий. После распада СССР профилакторий был ликвидирован, а собственником всего комплекса стало Министерство обороны РФ. После ухода военных из Каменки в 2012 году усадьба была передана в ведение администрации города (приказ министра обороны №3247 от 15.10.2012 г.). Несмотря на тот факт, что дворец признан памятником истории и культуры регионального значения, на данный момент здание находится в аварийном состоянии и уже почти 20 лет отрезано от коммуникаций.

## Архитектура
Общий план усадьбы изначально состоял из трех зданий (дворец, северный корпус, конюшни), ансамбль которых был выдержан в стиле итальянской виллы и включал парк с редкими деревьями и фонтанами. Главное здание усадьбы высотою в два этажа (парадный и антресоли), выполненное в стиле неоклассицизма, завершается не классическим портиком, а ротондой, что изначально была окружена балюстрадой, которая в настоящее время не сохранилась. К парадному входу ведут пологие лестницы.